# Norbert Otto Louis
Norbert Otto Louis (* 5. Dezember 1926 in Kaiserslautern; † 5. Juni 2013 in Bad Münder) war ein deutscher Maler und Grafiker.
Seine bevorzugten Techniken waren: Aquarell, Tempera, Mischtechnik, Batik-Aquarelltechnik, Bleistift- u. Kreidezeichnung, Tusche-Mischtechniken, Holz- u. Linolschnitt, Radierung, Monotypie, sowie Sgraffito, Mosaik, Buntglasfenster bei Kunst am Bau. Mitglied im Bund Bildender Künstler (BBK), im Verband Bildender Künstler Württemberg und in der Arbeitsgemeinschaft Pfälzer Künstler.

## Leben und Werk
Nach der Rückkehr aus der Kriegsgefangenschaft begann er 1947 eine Ausbildung als Grafiker an der Meisterschule Kaiserslautern, die der Pfalzgalerie in Kaiserslautern angegliedert war. Erste Impulse moderner Malerei durch die Begegnung mit Werken Pfälzer Maler wie Weißgerber , Purrmann, aber auch Slevogt, verstärkten bei Louis den Wunsch, selbst Maler zu werden. Er war Schüler von  Karl Rössing und an der Freien Kunstschule Stuttgart. Von 1950 bis 1953 studierte Louis an der Kunsthochschule Karlsruhe bei Karl Hubbuch sowie an der Internationale Sommerakademie für Bildende Kunst Salzburg bei Oskar Kokoschka (Schule des Sehens 1956). 1957 folgte eine  Ausstellung gemeinsam mit August Clüsserath, Otto Ditscher, Otto Schmitt-Gross und Erich Schug in der Pariser „Academia Duncan“.
Die puristische Einstellung zur Bildenden Kunst als „L’art pour l’art“ bestimmte die weitere künstlerische Entwicklung von Norbert Otto Louis und erlaubte ihm, im Spannungsfeld zwischen Realität und Abstraktion seiner künstlerischen Gestaltung immer wieder neue und andere Akzente zu geben.
Die süddeutsche und norddeutsche Landschaft, aber auch der europäische Lebens- und Kulturkreis haben Norbert Otto Louis wesentliche Anregungen gegeben. Seit den 1990er Jahren wendete er sich vermehrt der gegenstandslosen Kunst zu.

## Arbeiten im Öffentlichen Raum
Apostelkirche (Buntglasfenster im Kuppelring) und St. Norbert Kirche (Fassade und Putzschnitt) in Kaiserslautern.

## Ausstellungen (Auswahl)
Von 1951 bis 2016 wurde Werke von Norbert Otto Louis in 80 Gruppen- und 40 Einzelausstellungen auch im europäischen und außereuropäischen Raum gezeigt.
- 1951 Kunst der Kirche, Berlin Schloss Charlottenburg (G)[4]
- 1954 Junge badische Kunst, Kunsthalle Baden-Baden (G)[5]
- 1955 Biennale Dei Giovani, Gorizia (G)[6]
- 1956 Maler von Rhein und Saar, Galerie Duncan, Paris (G)[7][8][9][10]
- 1956 Der Rote Reiter, Intern. Ausstellung Traunstein (G)[11]
- 1982 Krieg und Frieden, anlässlich DOKUMENTA 82 bundesweite Landesausstellung, Kassel, Berufsverband Bildender Künstler Hessen (G)[12]
- 1983 zweier Ausstellung Otto Engbarth und Norbert Otto Louis, Malerei und Grafik, Springe, Galerie auf dem Burghof/Museum (G)[13][14]
- 1984 Malerei und Grafik-neue Arbeiten von Norbert Louis (E), Todtmoos, Baden-Württemberg, Wehratalhalle[15]
- 1985 Ach Erde du alte, Kunst unterm Turm, Stuttgart (G),[16][16]
- 1986 Landschaftsbilder aus vier Jahrzehnten(E), Bad Münder[17]
- 1986 Urbanität heute, Malerei und Grafik, Stuttgart, L-Z-Stuttgart e.V. Kultureller Club[18]
- 1986 Zeitzeichen zum Mitdenken, Rathaus – Galerie Schwalenberg[19]
- 1987 Malerei und Grafik, Foyer Niedersächsische Landesbibliothek,[20]
- 1990 Landschaften-Menschen-Stillleben, Hannover, Hermann Ehlers Akademie
- 1992 N-eurovision mostra internationale Giosano/Italien, Bibliotecar Civica (G)
- 1992 How art should be in metropolis 2000, Sassari/Italien Galleria D’Arte (G)
- 1992 Muestra International de Arte-Correo, Rep. Domenica, Mail Art, Santo Domingo, la casa universittaria de la cultura (G)
- 1995 Illustrationen, Bad Saarow-Pieskow, Maxim-Gorki-Haus
- 1997 Quicksilver, University of Art, London (G)
- 1999 Objekte, Hannover, Podbi-Park
- 2016 Im Gedenken an Norbert Louis zum 90. Geburtstages, Martin-Schmidt-Konzertsaal, Bad Münder am Deister[21]